# Ethiopian Airlines
Ethiopian Airlines (comunemente indicata come Ethiopian; amarico: የኢትዮጵያ አየር መንገድ, romanizzato: Ye-Ītyōṗṗyā āyer menged), precedentemente Ethiopian Air Lines (EAL), è la compagnia di bandiera dell'Etiopia ed è interamente di proprietà del governo del paese.
EAL è stata fondata il 21 dicembre 1945 e ha iniziato le operazioni l'8 aprile 1946, espandendosi ai voli internazionali nel 1951. L'azienda è diventata una società per azioni nel 1965 e ha cambiato nome da Ethiopian Air Lines a Ethiopian Airlines.
La compagnia aerea è membro dell'International Air Transport Association dal 1959 e dell'African Airlines Association (AFRAA) dal 1968. Ethiopian è un membro di Star Alliance, essendo entrata a farne parte nel dicembre 2011. Lo slogan dell'azienda è <<The New Spirit of Africa>>. L'hub e il quartier generale si trovano presso l'aeroporto Internazionale di Bole ad Addis Abeba. La compagnia ha hub secondari in Togo e Malawi. Ethiopian è la più grande compagnia aerea africana in termini di passeggeri trasportati, destinazioni servite, dimensioni della flotta e ricavi. Ethiopian è anche la quarta compagnia aerea mondiale per numero di paesi serviti.

## Storia

### Anni '40: gli inizi

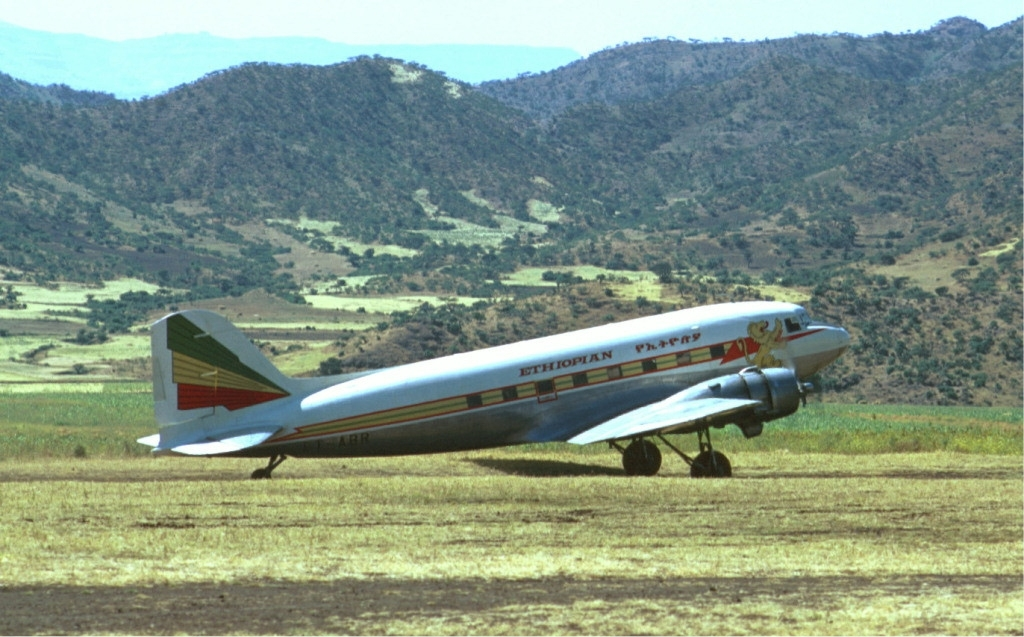
Un Douglas DC-3 in sosta nell'aeroporto di Lalibela.

Dopo la liberazione dell'Etiopia, l'imperatore Haile Selassie I chiese agli Stati Uniti, al Regno Unito e alla Francia di aiutarlo a creare una compagnia aerea come parte del suo sforzo di modernizzazione del paese. Secondo BBC News è possibile che l'imperatore intendesse la creazione di una compagnia aerea nazionale di qualità per aiutare a dissipare le impressioni sulla povertà etiope. Nel 1945, il governo etiope iniziò i negoziati sia con Transcontinental Air Transport che con la Western Air Express (successivamente fusa in TWA). L'8 settembre 1945, la TWA firmò un accordo con lo storico americano e consulente per gli affari esteri in Etiopia John H. Spencer per fondare una compagnia aerea commerciale in Etiopia.
Il vettore, originariamente chiamato Ethiopian Air Lines (EAL), venne fondato il 21 dicembre 1945, con un investimento iniziale di 2,5 milioni di ETB, diviso in 25.000 azioni interamente detenute dal governo. L'azienda era stata finanziata dal governo etiope ma gestita da TWA. All'inizio si affidava a piloti, tecnici, amministratori e contabili americani; anche i suoi direttori generali provenivano da TWA. Il ministro dei lavori e delle comunicazioni Fitawrari Tafasse Habte Mikael divenne il primo presidente e presidente di EAL, mentre HH Holloway, che era americano, venne nominato dalla TWA come direttore generale. Il consiglio tenne la prima riunione il 26 dicembre 1945, con un punto chiave all'ordine del giorno il deposito di £ 75.000 in una banca al Cairo per l'acquisto di aeromobili e parti di ricambio. Poco dopo, la compagnia aerea negoziò i diritti di atterraggio con Aden, Egitto, Somaliland francese, Arabia Saudita e Sudan e furono acquistati cinque Douglas C-47; questi aerei furono portati ad Addis Abeba nel febbraio 1946.
Il volo inaugurale della nuova compagnia per Nairobi trasportava una spedizione in valuta dell'Africa orientale equivalente a 3,7 milioni di dollari nel febbraio 1946, ma il primo servizio di linea avvenne l'8 aprile 1946; fu operato sulla tratta per Addis Abeba-Asmara-Il Cairo utilizzando uno dei cinque Douglas C-47 Skytrain acquisiti dal governo degli Stati Uniti. Questa rotta in seguito operava su base settimanale. Gli Skytrain erano inizialmente destinati all'uso militare, sebbene Ethiopian li operasse in una configurazione mista passeggeri-merci. Subito dopo, il vettore lanciò servizi per Aden e Gibuti, oltre a un volo interno per Jimma. Le cinque rotte principali nei primi anni erano Addis Abeba-Asmara, Addis Abeba-Gibuti-Aden, Addis Abeba-Khartoum, Addis Abeba-Il Cairo (percorsa via Gedda o Khartoum) e Asmara-Khartoum.
Henry Bruce Obermiller sostituì Holloway come direttore generale nel giugno 1946. Nel luglio dello stesso anno, altri quattro Skytrain si unirono alla flotta. Nuovi servizi di linea furono lanciati rispettivamente nel luglio 1946 e nel giugno 1947. Nel 1947, Waldon Gene Golien divenne il direttore generale e la compagnia iniziò ad operare voli charter per Gedda durante la stagione dell'Hajj. Quell'anno, a febbraio, furono acquisiti altri tre Douglas C-47 per operare nuove rotte internazionali. I servizi per Mukalla vennero inaugurati nel giugno 1947. A settembre venne aggiunta Port Sudan alla rete di rotte (in precedenza era uno scalo tecnico sulla rotta per il Cairo) e furono lanciati voli charter per Mumbai a novembre. I servizi a Lydda e Mukalla furono interrotti rispettivamente nel febbraio e nell'aprile 1948. A settembre, la rotta per Mumbai diventò una rotta di linea, con EAL che volava fino ad Aden e BOAC che operava il settore Aden-Mumbai. Il percorso includeva anche soste all'isola di Mesirah in Oman e Karachi. Per un breve periodo fino all'aprile 1948, l'isola di Mesirah fu utilizzata come punto di rifornimento; da allora, i servizi per il Somaliland francese e Aden iniziarono con cadenza bisettimanale. EAL venne autorizzata a volare ad Aden utilizzando l'aeroporto Sheik 'Othman, situato a 16 chilometri dalla città, mentre BOAC utilizzava le strutture dell'aeroporto di Khormaksar, a soli 5 km dalla città. Aden era sotto il dominio britannico all'epoca, così come il Sudan, e l'Impero britannico negò i diritti di atterraggio EAL a Khartoum, costringendo la compagnia aerea a spostare lo scalo di rifornimento sulla rotta Aden a Port Sudan. Il vettore registrò un profitto di £ 40.000 nel 1949.

### Anni '50: rotte a lungo raggio
I servizi per Mumbai furono sospesi nel luglio 1950. Quell'anno, un prestito di 1.000.000 di dollari (equivalenti a 10.756.570 dollari nel 2020) concesso dalla Ex-Im Bank consentì al vettore di incorporare i Convair CV-240, destinati a operare rotte internazionali. Due CV-240, denominati "Eagle of Ethiopia" e "Haile Selassie I", entrarono nella flotta nel dicembre 1950; a partire da gennaio 1951, questi aerei furono successivamente schierati sulle rotte Addis Abeba-Cairo, Addis Abeba-Nairobi, Addis Abeba-Gedda-Dhahran-Karaci, con Dhahran e Sharja incorporate nella rete di rotte il 20 febbraio. Nell'aprile 1952, la compagnia aerea fu nominata agente di vendita generale per TWA in Kenya, Tanganica, Uganda e Zanzibar, e nel maggio dello stesso anno la flotta era composta da due Convair 240 e nove Douglas DC-3 o loro sottotipi. I servizi per l'India e Sharja furono interrotti nel 1953. Il 14 luglio fu firmato un nuovo accordo con la TWA che succedette a quello originale. A differenza di altre società, il preambolo della compagnia aerea affermava che "l'obiettivo finale è che l'EAL fosse alla fine gestita interamente da personale etiope".
Un nuovo servizio per Atene via Khartoum e Wadi Halfa venne lanciato il 3 aprile 1954. Un terzo Convair CV-240 ("The Spiritual Power") fu acquistato da Sabena nel 1955 per 560.000 USD (equivalenti a 5.410.087 USD nel 2020). Questi velivoli erano dotati di dispositivi di decollo assistito anti-razzi. Questa era una pratica comune per un piccolo numero di compagnie aeree nel mondo che EAL avrebbe poi abbandonato nell'aprile 1956. Sempre nel 1955, Ethiopian inaugurò una struttura di manutenzione di proprietà. Quell'anno Vic Harrell succedette allo svedese Golien come direttore generale dell'azienda. Il vettore aveva bisogno di aeromobili più nuovi e più grandi e tre diversi tipi di aeromobili, due della Lockheed Corporation, della Constellation e dell'Electra e del Douglas DC-6, vennero presi in considerazione per il programma di rinnovo della flotta. Due Douglas DC-6B furono infine ordinati nel 1956 per 4 milioni di dollari, compresi i pezzi di ricambio. Un altro prestito ottenuto dalla Ex-Im Bank, di 85 milioni di sterline inglesi risalente al 1955, venne in parte utilizzato per finanziare l'acquisto dei due velivoli.
Bengasi fu brevemente servita tra il 7 novembre 1956 e il 15 gennaio 1957. Nel 1957 fu acquistato un terzo DC-6B. Allo stesso modo, quell'anno alla compagnia aerea era stato chiesto di prendere un Lockheed L-749 che era stato dato in regalo all'Imperatore, che lo aveva però rifiutato. Ethiopian pagò 1,6 milioni di dollari per questo esemplare e fu incorporato nella flotta il 4 giugno; l'aereo rimase distrutto in un incendio il 10 luglio in un incidente in Sudan. Due città yemenite, Hodeida e Taiz, furono servite per la prima volta nel settembre 1957. Il 23 maggio 1958 i voli per Wadi Halfa furono interrotti. L'incorporazione di tre Douglas DC-6B avvenne tra maggio e luglio e l'EAL avviò un nuovo collegamento tra Addis Abeba e Atene, via Il Cairo, utilizzando questi velivoli. Il 21 giugno, il percorso venne esteso sia a nord che a sud in modo che Francoforte e Nairobi fossero collegate dallo stesso corridoio. A questo punto, i Convair furono ridistribuiti per servire rotte nazionali e regionali. Dato che gli operatori radio non erano più richiesti come parte degli equipaggi di volo, vennero assegnati loro altri compiti nella compagnia. Swissair gestiva l'addestramento dei piloti per i DC-6B a Zurigo. La sospensione dei diritti di quinta libertà tra Gibuti e Aden portò all'interruzione del percorso che li collegava. EAL entrò a far parte della International Air Transport Association (IATA) il 1º gennaio 1959. Durante l'anno, due Boeing 720B vennero ordinati e la consegna era prevista per il dicembre 1961.

### Anni '60 e '70: l'era dei jet

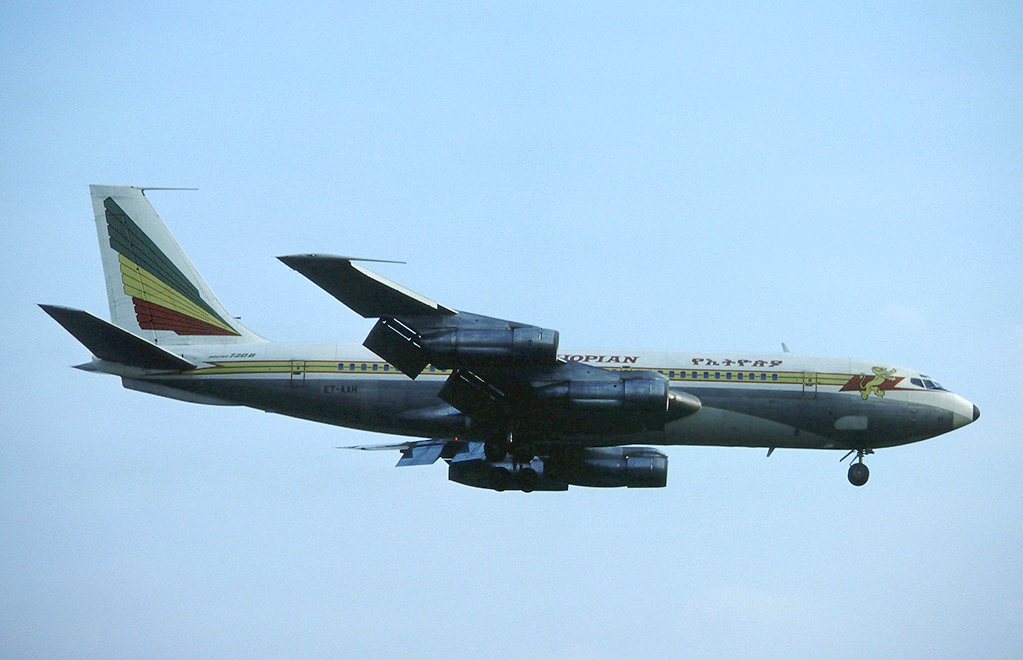
Un Boeing 720B in finale nell'aeroporto di Londra-Heathrow nel 1982.

Porto Sudan venne rimossa dall'elenco delle destinazioni il 1º marzo 1960. La compagnia aerea ebbe il suo primo incidente mortale il 15 luglio quando un DC-3 precipitò in rotta da Bulchi a Jimma, dove uno dei piloti perse la vita. Un Convair 240 venne venduto ad Allied Stores of Israel il 18 luglio. Il 12 agosto venne effettuato un ordine con Boeing per due Boeing 720B. Furono presi in considerazione il Sud Aviation Caravelle, il de Havilland DH.106 Comet 4 e il Boeing 720B. Le condizioni di estremo caldo di alcune rotte rendevano il Caravelle inappropriato, mentre i Comet erano già obsoleti.
Il secondo incidente mortale avvenne il 5 settembre 1961 quando un altro DC-3 si schiantò poco dopo il decollo da Sendafar; un assistente di volo e quattro passeggeri persero la vita nello schianto. L'evento sollecitò il Dipartimento dell'Aviazione Civile a indagare sugli incidenti. Si riscontrò che la mancanza di infrastrutture in molti aeroporti, marginale anche per le operazioni DC-3, aveva dato un contributo importante. I siti di atterraggio a Gore, Mizan Teferi e Tippi vennero inclusi nell'elenco degli aeroporti che avrebbero richiesto la chiusura. Il 13 gennaio 1962, l'equipaggio e quattro passeggeri persero la vita in un altro incidente che coinvolse un DC-3; questa volta l'incidente era avvenuto a Tippi mentre l'aereo stava decollando. L'evento spinse il governo a decidere la chiusura degli aeroporti di Mizan Teferi e Tippi. Nel marzo 1962 furono acquisiti altri due DC-3 e registrati ET-ABE ed ET-ABF. Nel corso dell'anno, la registrazione "ET-T-" cambiò semplicemente in "ET-". Jack B. Asire divenne direttore generale nell'aprile 1962.
Si decise inoltre di costruire un nuovo aeroporto per sostituire l'aeroporto di Lideta, incapace di ospitare il Boeing 720 che la compagnia intendeva acquisire. Nasce così l'aeroporto internazionale di Bole, dove la società stabilì la sua sede.
Nel dicembre 1962, l'arrivo di due Boeing 720 ordinati direttamente da Boeing segnò l'ingresso del vettore nell'era dei jet. Questi due velivoli furono registrati ET-AAG ed ET-AAH e furono chiamati rispettivamente "Blue Nile" e "White Nile". Il primo servizio ebbe luogo il 15 gennaio 1963 quando uno di questi aerei fu installato sulla rotta per Nairobi. Il giorno successivo venne inaugurato un nuovo servizio per Madrid, con Francoforte che si unì alla rete subito dopo. Il 1* aprile il Boeing 720 sostituì il DC-6B sulla rotta Addis Abeba-Atene; durante quel mese, anche il corridoio dell'Africa occidentale beneficiò delle operazioni dei jet. La compagnia stipulò un accordo con Aden Airways e Sudan Airways per il servizio Khartoum-Asmara-Aden. Un nuovo volo per Conakry fu lanciato l'8 maggio 1963. Il 30 novembre 1963 la compagnia aerea perse un altro DC-3 (ET-AAT) in un volo di prova ad Addis Abeba; l'equipaggio di tre persone subì solo lievi ferite. Roma venne servita per la prima volta il 5 giugno 1964 con cadenza settimanale; il volo era effettuato via Khartoum o Atene nell'ambito di un accordo di pool con Alitalia.
Sempre all'inizio degli anni sessanta, il vettore fornì un primo supporto aereo alla Missione di mappatura Etiopia-Stati Uniti nella sua operazione per acquisire mappe topografiche dell'Etiopia. Nel 1965 il nome cambiò da Ethiopian Air Lines a Ethiopian Airlines.
Nel 1966, il rapporto contrattuale con la TWA fu adattato per riflettere il trasferimento della gestione con la nomina di un vicedirettore generale etiope, e fu nominato il colonnello Semret Medhane. Due Boeing 720 erano in funzione e un Boeing 707-320C doveva essere introdotto gradualmente entro marzo 1968, quando il vettore ordinò un secondo -320C.
Nel 1970, il quinto rinnovo del contratto originale del 1945 cambiò il ruolo di TWA da manager a consigliere. Nel suo 25º anniversario nel 1971, l'azienda era pronta a continuare senza l'assistenza straniera. Da allora, Ethiopian Airlines è stata gestita interamente da personale etiope. Il primo Direttore Generale etiope fu il Col. Semret Medhane, nominato nel 1971. Due Boeing 720B furono acquisiti da Continental Airlines nel 1973. Nel 1975, il vettore ordinò cinque Dash 7. A quel punto, Ethiopian Airlines aveva concluso la sua relazione trentennale con TWA. La compagnia aerea divenne un nuovo cliente per il Boeing 727 nel 1978, ordinandone due. I 727 arrivarono alla fine degli anni settanta in sostituzione dei più vecchi Boeing 720.

### Anni '80 e '90

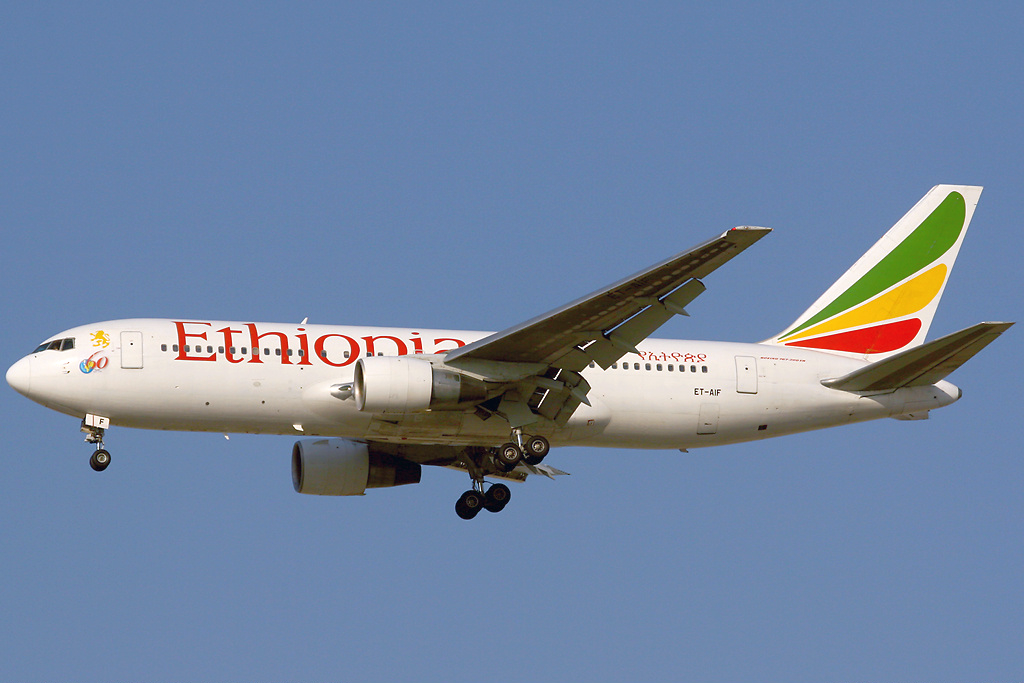
Un Boeing 767-200ER in atterraggio all'aeroporto Internazionale di Dubai.

Il DHC-5 Buffalo entrò nella flotta all'inizio degli anni ottanta. Nel 1982, Ethiopian diventò la prima compagnia africana a ordinare il Boeing 767, così come la prima compagnia aerea a ordinare il Boeing 767-200ER. Nel giugno 1984, il primo di questi aerei stabilì un nuovo record di distanza per un bimotore, coprendo 6 500 miglia nautiche (12 000 km) senza scalo da Washington DC ad Addis Abeba durante il volo di consegna alla compagnia. I Boeing 767-200ER sostituirono i restanti Boeing 720. Gli ATR 42 e i Twin Otter furono incorporati nella flotta a metà degli anni ottanta. Il Boeing 737-200 entrò a far parte della flotta alla fine del 1987.
Nel 1990, Ethiopian divenne la prima compagnia aerea passeggeri a prendere in consegna il Boeing 757 versione cargo, ricevendo il primo di cinque esemplari un anno dopo. Nel 1996 la compagnia aerea volava a Bangkok, Pechino, Durban e Johannesburg; erano operate anche rotte per la Costa d'Avorio e il Senegal. Inoltre, il Fokker F50 entrò nella flotta per operare rotte nazionali; in realtà, Ethiopian è diventata l'ultima compagnia a prendere in consegna questo tipo aereo nel 1997, subito dopo il crollo della Fokker a causa di problemi finanziari. Alla fine degli anni novanta il vettore vide l'aggiunta di Copenaghen e Maputo nella sua rete internazionale, così come New York e Washington come destinazioni transatlantiche; fu lanciato anche il programma frequent flyer, chiamato "Sheba Miles" in onore della leggendaria regina di Saba. Nel 1998, la compagnia aerea interruppe i voli per la capitale eritrea Asmara dopo lo scoppio di una guerra tra i due paesi.

### Dal 2000 in poi

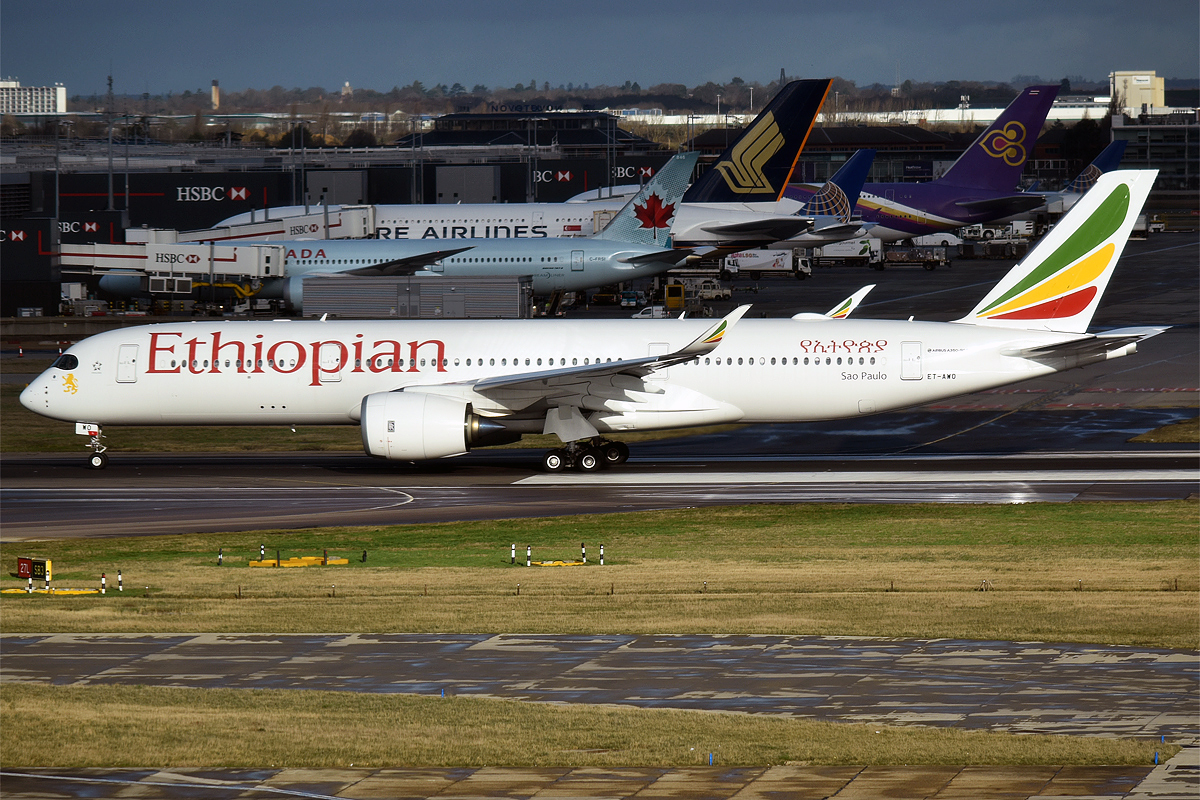
Un Airbus A350-900 fotografato nel 2020.

Un rinnovo della flotta è iniziato all'inizio degli anni 2000, con l'incorporazione del Boeing 737-700 e del Boeing 767-300ER; la compagnia ha interrotto il suo servizio per Newark a favore di Washington nel 2004. Alla fine degli anni 2000 ha annunciato che sarebbe stata il cliente di lancio del Boeing 787 Dreamliner, e ha inoltre ordinato l'acquisizione dei nuovi Airbus A350-900, Boeing 777-200LR e Bombardier Q400 NextGen.
Alla fine di settembre 2010, Ethiopian Airlines è stata ufficialmente invitata a unirsi a Star Alliance sotto la guida di Lufthansa. Il vettore è diventato un membro dell'alleanza nel dicembre 2011, il terzo vettore africano, dopo EgyptAir e South African Airways, e il 28° membro al mondo.

## Servizi

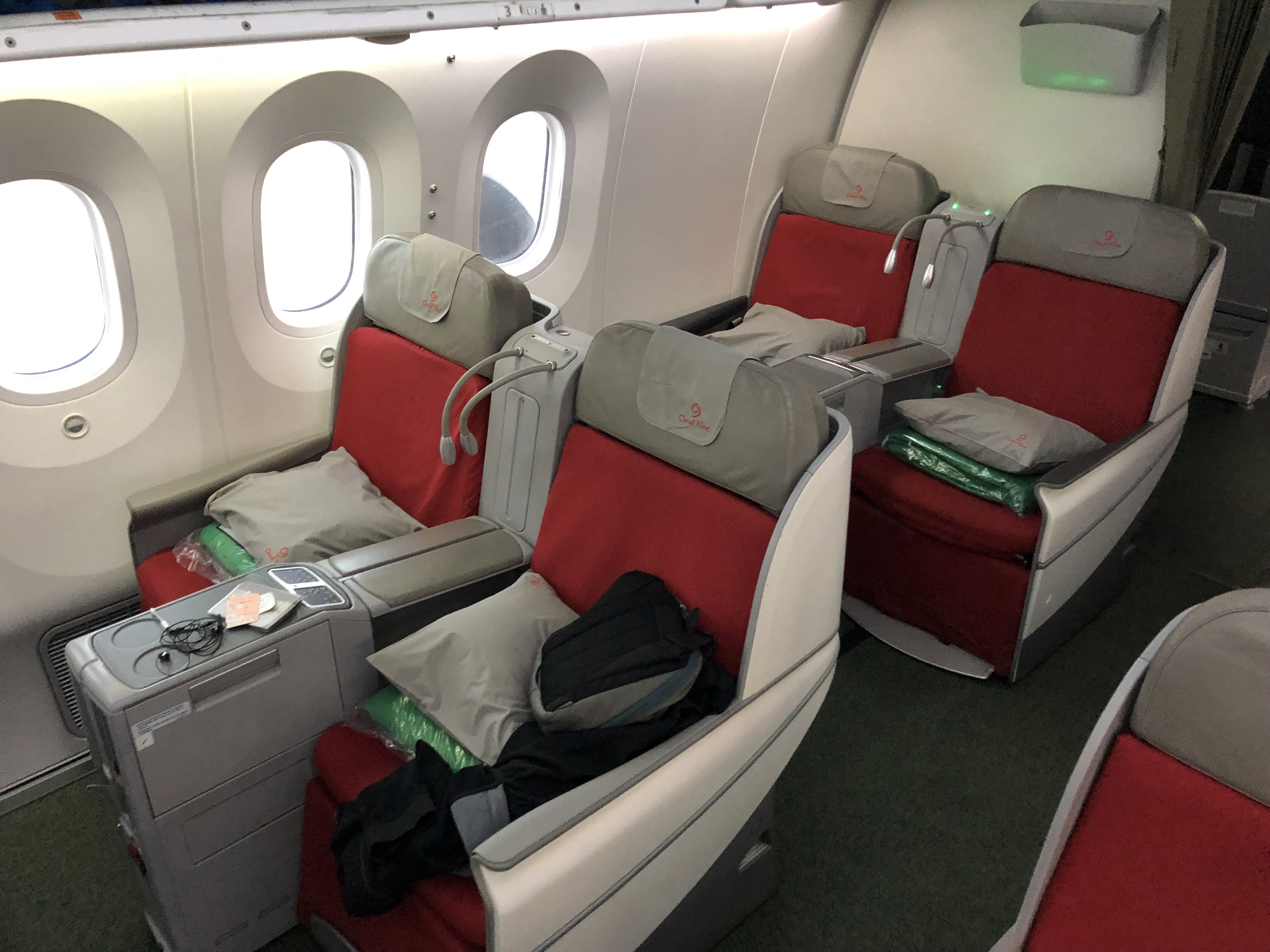
Business class su un Boeing 787.

### Pasti a bordo
Su tutti i voli, ai passeggeri vengono forniti cibo e bevande gratuite a bordo, in entrambe le classi. Il servizio di ristorazione consiste in pasti caldi, spuntini caldi o freddi o spuntini leggeri, a seconda della durata del volo e dell'ora del giorno. È disponibile anche la possibilità di acquistare bevande speciali a un costo aggiuntivo. La compagnia aerea offre anche menu assortiti per i passeggeri che hanno esigenze speciali di pasti.

### Business class
La Business Class di Ethiopian Airlines si chiama Cloud Nine. Ai passeggeri che viaggiano in questa classe vengono forniti vari servizi a bordo e un'ampia varietà di materiale di lettura. Sulle rotte operate con i Boeing 777-200LR, ai passeggeri vengono forniti posti letto e servizi audio e video su richiesta, con 85 canali su schermi IFE da 15,4 pollici.

### Economy class
Ai passeggeri che volano su questa classe viene fornita una varietà di pasti, che vanno da spuntini leggeri a piatti caldi, e servizi, entrambi a seconda della durata del volo. Sedili reclinabili e audio e video su richiesta, con 80 canali e schermi da 8,9 pollici, sono disponibili sui Boeing 777-200LR.

### Lounges
Ai passeggeri della Ethiopian Airlines vengono offerte due lounge all'aeroporto Internazionale di Bole. I passeggeri di Cloud Nine possono attendere la partenza dei voli presso la Cloud Nine Lounge, dove vengono forniti un'ampia varietà di servizi, oltre a personal computer o connessione wireless. Allo stesso modo, i titolari di carte ShebaMiles con status Gold o Silver possono usufruire delle strutture Sheba Miles Lounge. Gli agenti del servizio clienti sono disponibili in entrambe le lounge per assistere i passeggeri in qualsiasi domanda relativa ai loro voli.

## Destinazioni
Al 2022, Ethiopian Airlines opera voli di linea verso destinazioni in Africa, Cina, Europa, Filippine, Giappone, Giordania, Hong Kong, India, Indonesia, Israele, Libano, Malaysia, Medio Oriente, Nord America, Seychelles, Singapore, Sud America, Sud Corea, Thailandia e Turchia.

### Accordi commerciali

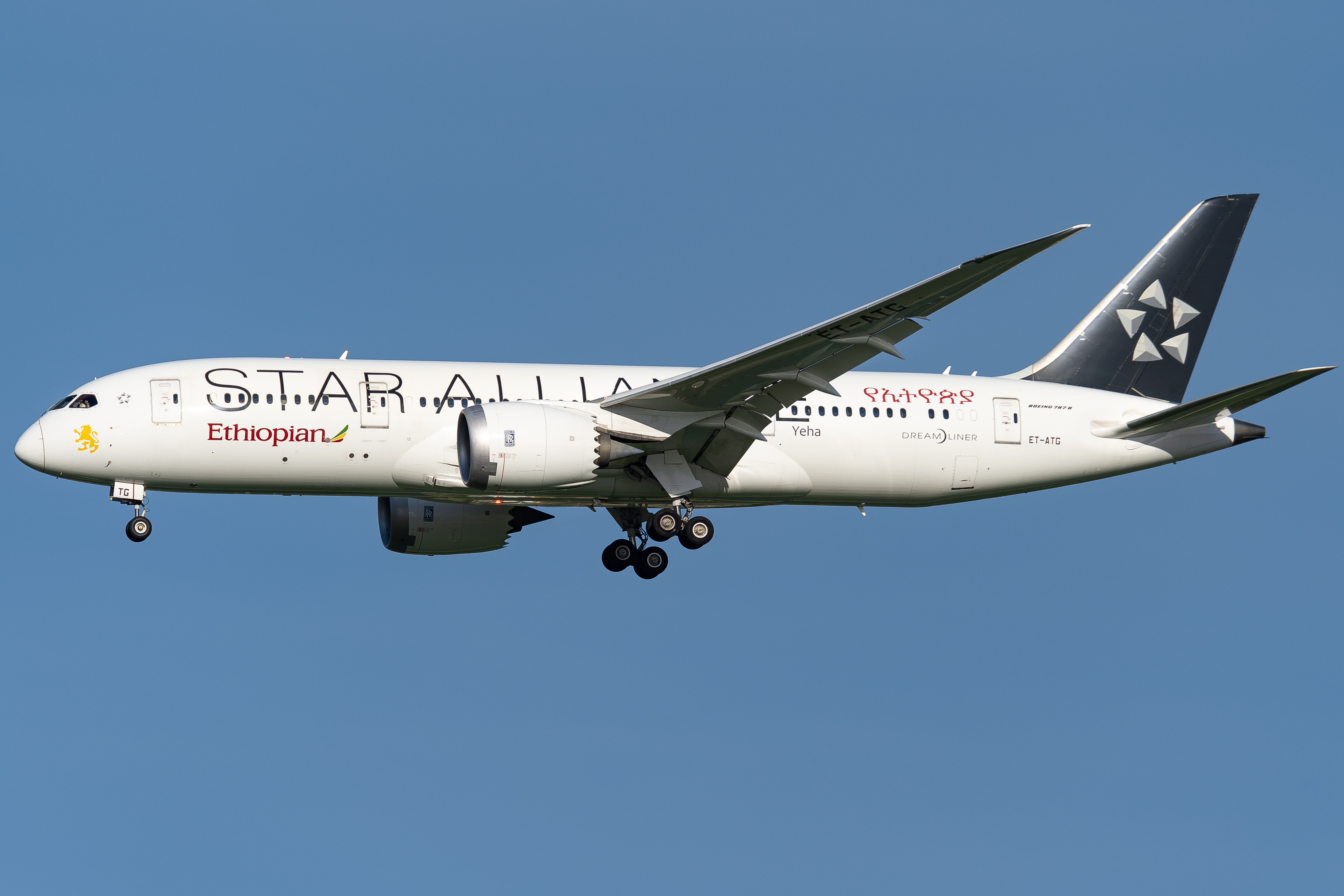
Un Boeing 787-8 nei colori Star Alliance.

Al 2022 Ethiopian Airlines ha accordi di code sharing con le seguenti compagnie:
- Aegean Airlines
- Air Canada
- Air China
- Air Côte d'Ivoire
- Air Europa
- Air India
- All Nippon Airways
- Asiana Airlines
- Asky Airlines
- Austrian Airlines
- Azul Linhas Aéreas
- EgyptAir
- El Al
- Eritrean Airlines
- Flynas[35]
- Gol Linhas Aéreas[36]
- Gulf Air
- ITA Airways[37]
- Kuwait Airways
- LAM Mozambique Airlines
- Lufthansa
- Malaysia Airlines
- Oman Air
- Rwanda Air
- S7 Airlines
- Saudia
- Scandinavian Airlines
- Shenzhen Airlines
- Singapore Airlines
- Tap Air Portugal
- Thai Airways International
- Turkish Airlines
- United Airlines

### Alleanze
Nell'ottobre 2007, il programma frequent flyer ShebaMiles di Ethiopian Airlines e Miles & More di Lufthansa hanno stretto una partnership, consentendo ai membri di ciascun programma di accumulare e spendere miglia sulle reti di entrambe le compagnie aeree. Nel luglio 2008, il vettore ha stretto una partnership strategica con la compagnia aerea start-up con sede a Lomé ASKY Airlines, di cui Ethiopian detiene una partecipazione del 40%. Ethiopian Airlines è responsabile della manutenzione degli aeromobili e della gestione operativa. Il piano è di trasformare Lomé nell'hub regionale di Ethiopian Airline per il mercato dell'Africa occidentale. ASKY ha iniziato ad operare nel gennaio 2010 ed è diventata redditizia dopo pochi mesi.
Nel dicembre 2011 Ethiopian Airlines è entrata a far parte di Star Alliance

## Flotta

### Flotta attuale

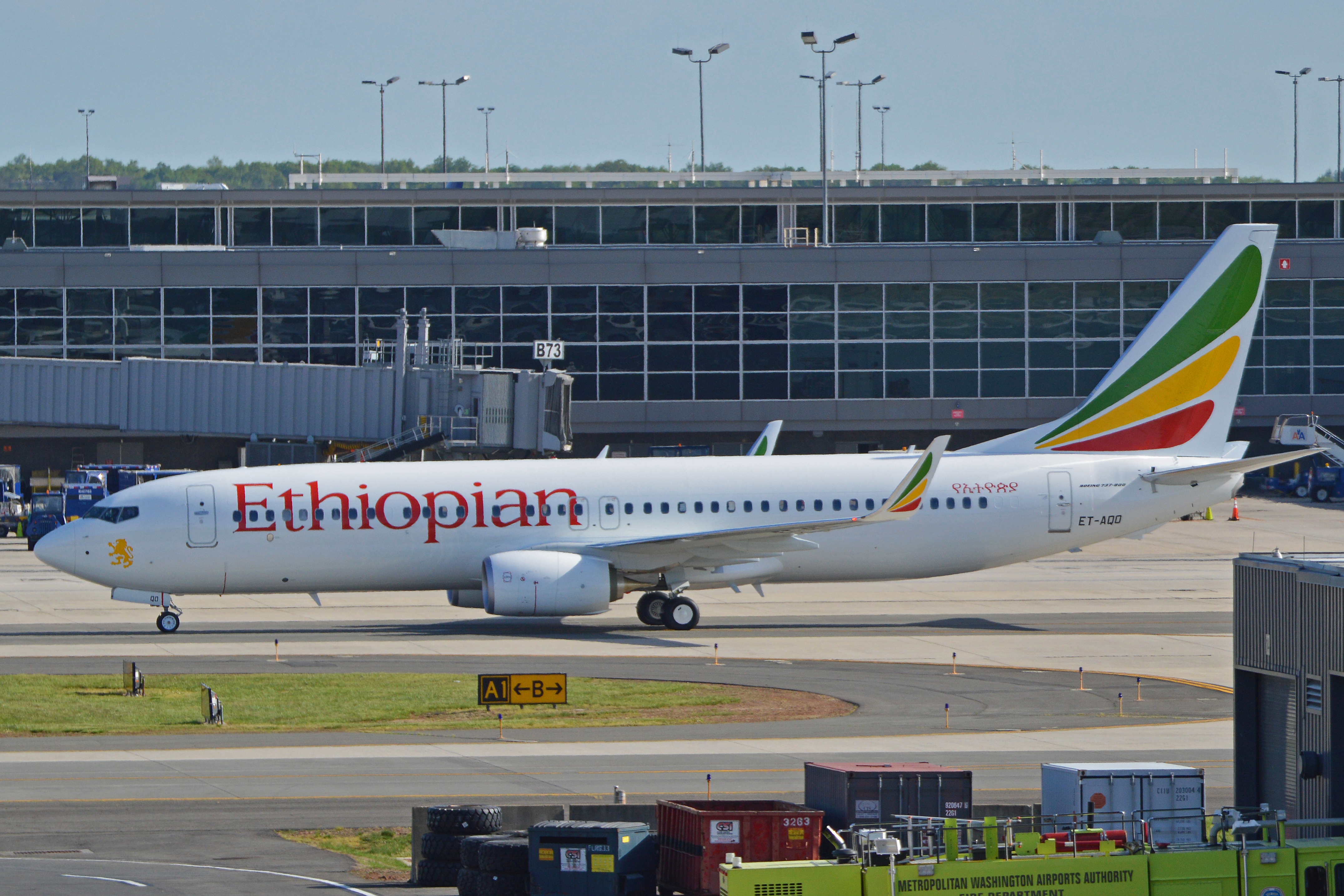
Un Boeing 737-800.

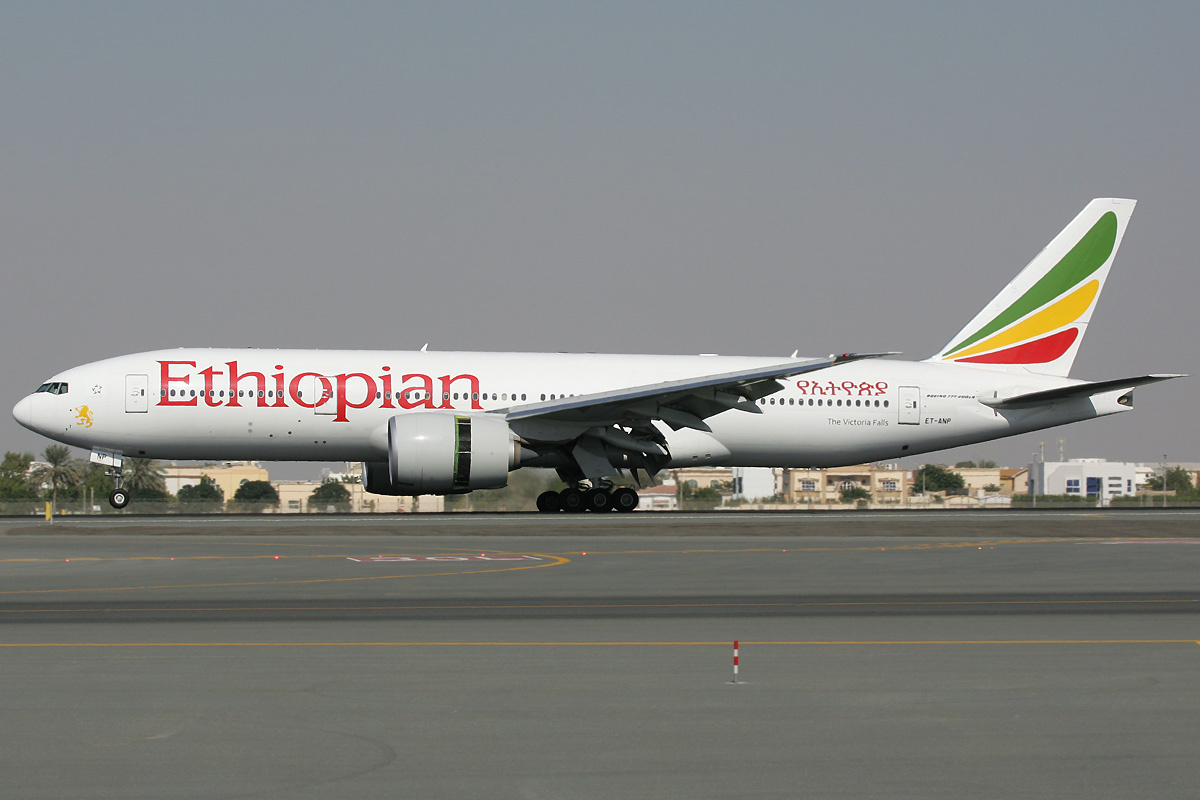
Un Boeing 777-200LR.

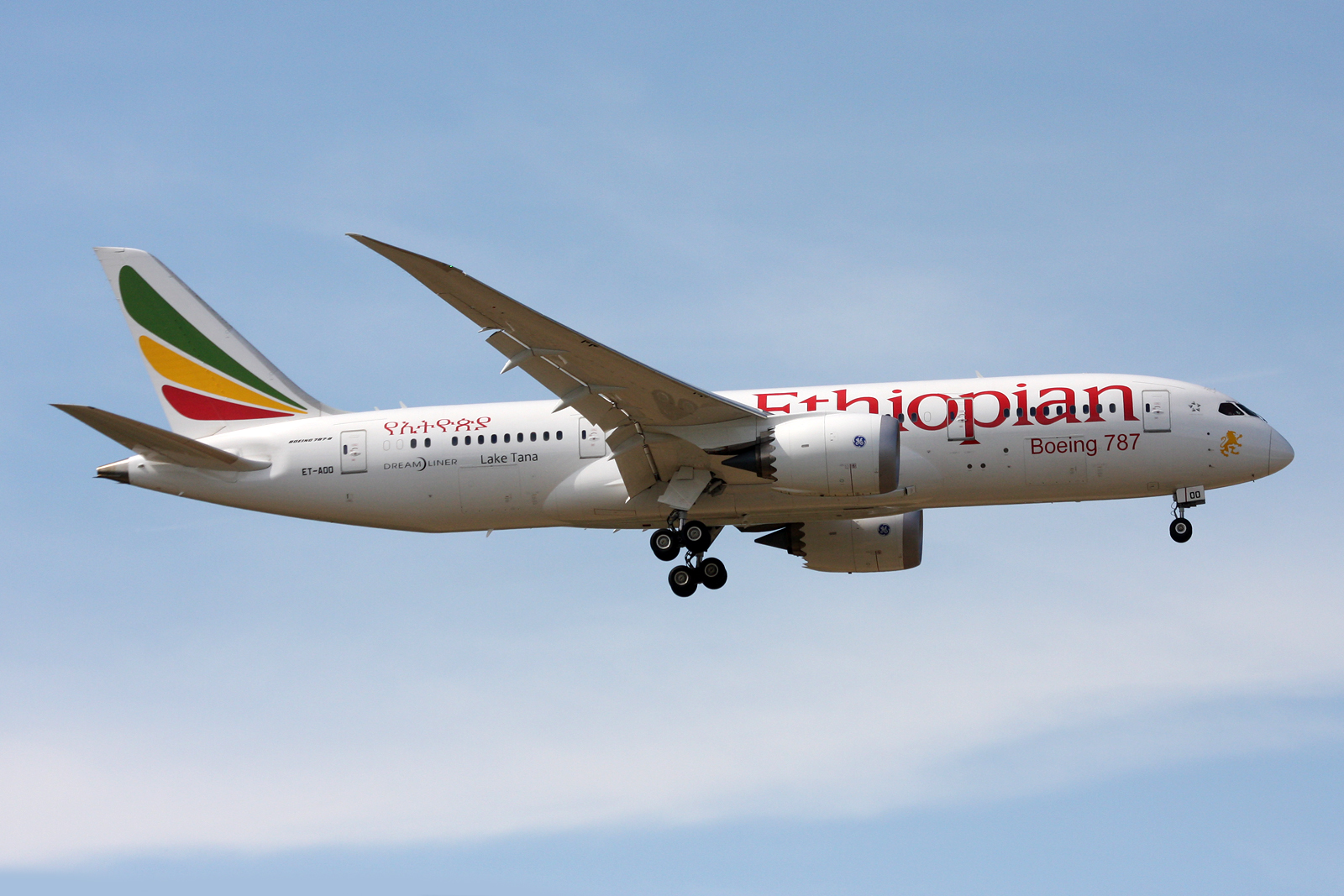
Un Boeing 787-8.

A novembre 2024 la flotta di Ethiopian Airlines risulta composta dai seguenti aerei:

### Flotta storica

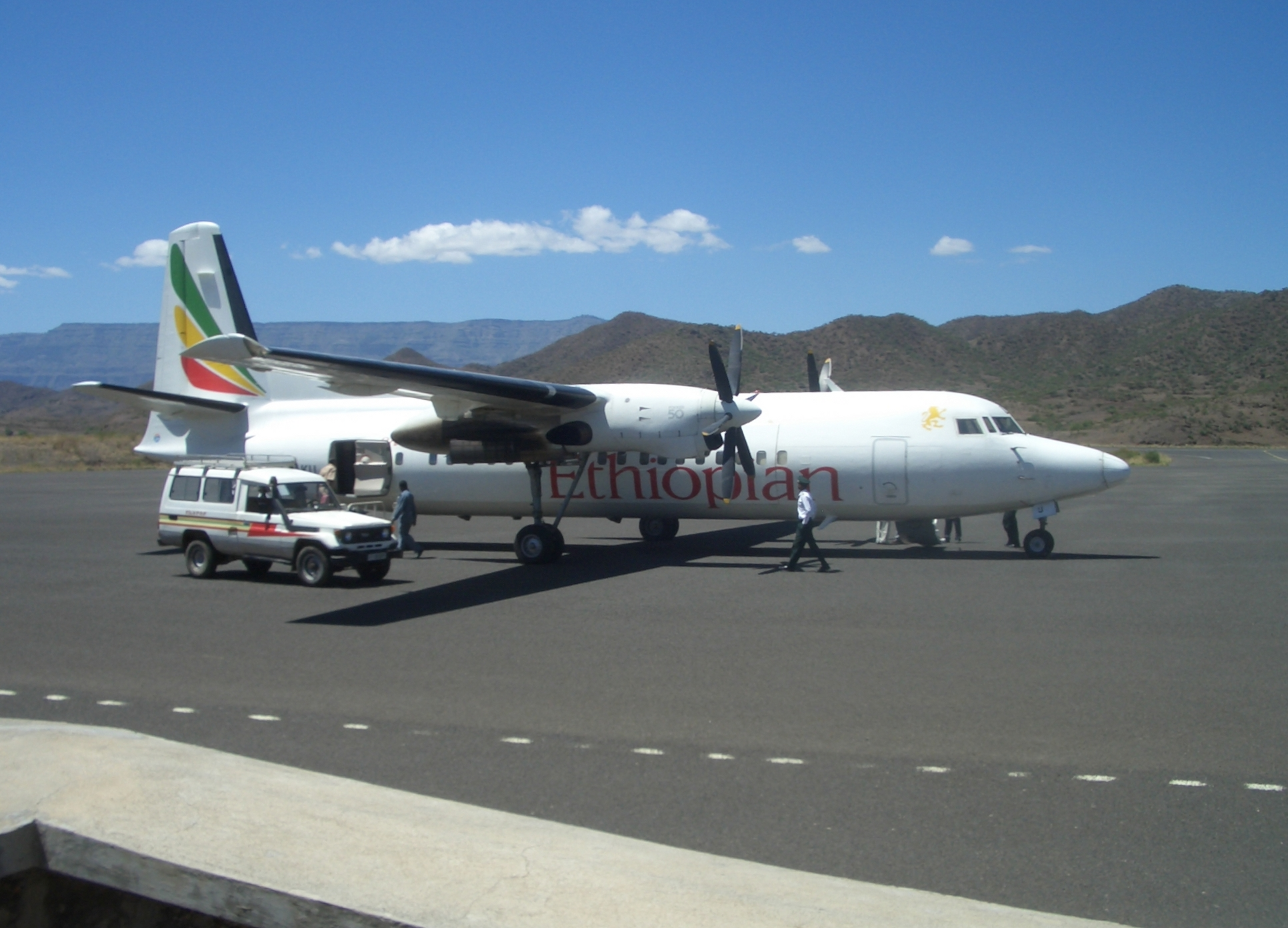
Un Fokker F50 nell'aeroporto di Lalibela.

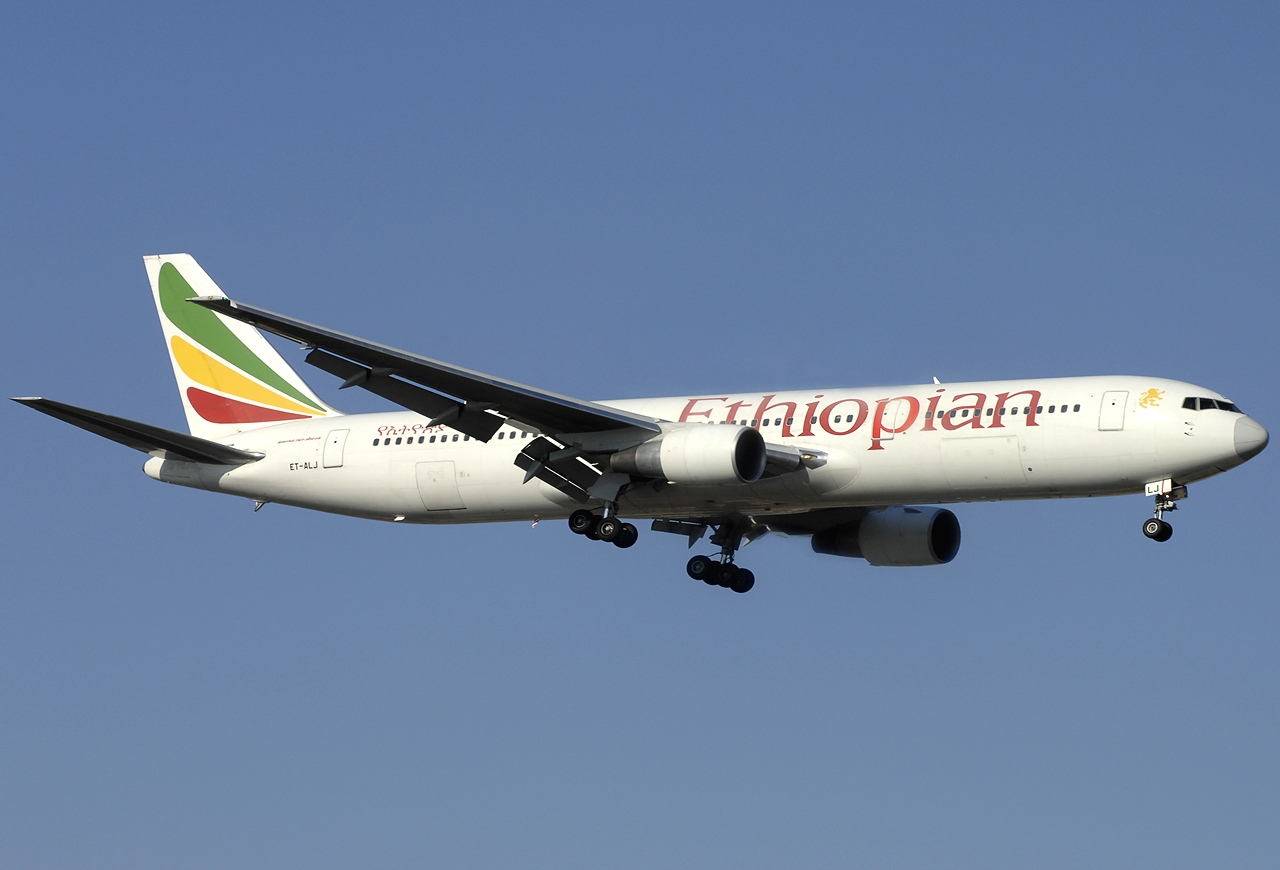
Un Boeing 767-300ER.

Ethiopian Airlines operava in precedenza con i seguenti aeromobili:
- Bell 47
- Airbus A330-200
- Airbus A340-300
- ATR 42-300
- Antonov An-12BP
- Beechcraft Model 18
- Boeing 707-320C
- Boeing 720B
- Boeing 727-200
- Boeing 737-200
- Boeing 737-400F
- Boeing 747-200F
- Boeing 747-300
- Boeing 757-200
- Boeing 767-200ER
- Boeing 767-300ER
- Cessna 180
- Convair CV-240
- Douglas DC-6A
- Douglas DC-6B
- Douglas C-47
- Douglas DC-3D
- Douglas C-53
- Lockheed L-749 Constellation
- DHC-5A Buffalo
- DHC-7-100
- Fokker F50
- Lockheed L-100-30
- McDonnell Douglas MD-11
- Piper PA-18 Super Cub
- Twin Otter

## Incidenti

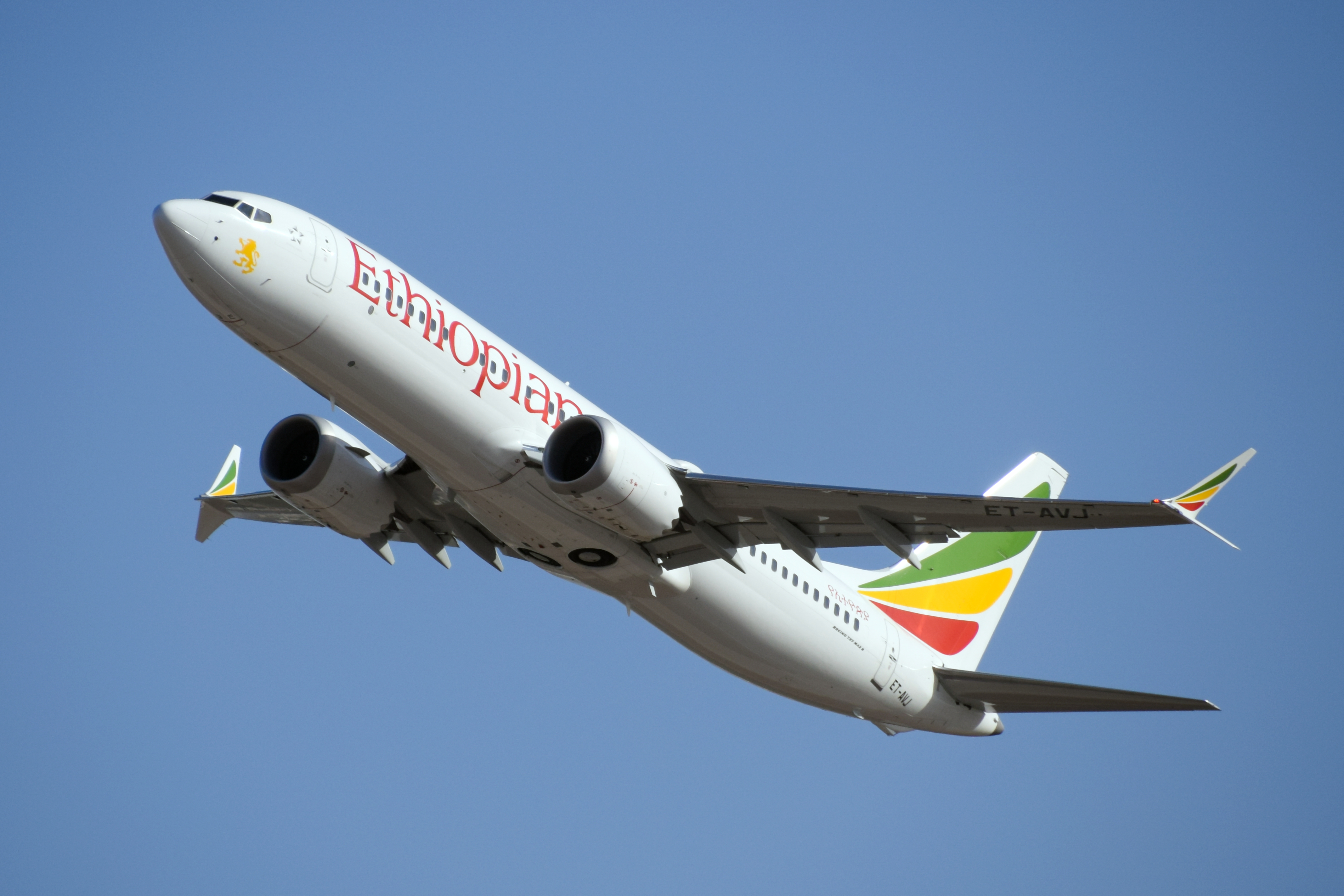
Dopo il brutto incidente del volo 302 (2019), il Boeing 737 MAX è rimasto a terra per circa due anni in tutto il mondo, prima che ottenesse nuovamente l'autorizzazione a volare.

- 15 settembre 1988: il volo Ethiopian Airlines 604, operato da un Boeing 737-200, prese fuoco durante un belly landing effettuato in un campo vicino all'aeroporto di Bahar Dar, in seguito a un impatto con volatili poco dopo il decollo. Dei 104 occupanti, in 35 persero la vita.[45]
- 23 novembre 1996: il volo Ethiopian Airlines 961, un Boeing 767-260ER, venne dirottato in volo tra Addis Abeba e Nairobi, mentre eseguiva una tratta del volo di linea Mumbai-Addis Abeba-Nairobi-Brazzaville-Lagos-Abidjan. I dirottatori, di nazionalità etiope, avrebbero voluto giungere fino in Australia per chiedere asilo politico, ma l'aereo, in un tentativo di ammaraggio a causa dell'esaurimento del carburante, si schiantò nell'Oceano Indiano, vicino alle Comore, uccidendo 122 dei 172 tra passeggeri e membri dell'equipaggio a bordo. Inizialmente si pensò che due dei dirottatori fossero riusciti a salvarsi, ma i due uomini che furono arrestati vennero scagionati dai piloti. I 50 superstiti riportarono lesioni di vario genere.[46]
- 25 gennaio 2010: il volo Ethiopian Airlines 409, operato da un Boeing 737-800 tra Beirut e Addis Abeba, precipitò nel Mar Mediterraneo dopo esser decollato dall'aeroporto Internazionale di Beirut Rafic Hariri in condizioni atmosferiche tempestose, con 82 passeggeri e 8 membri dell'equipaggio a bordo. I dati del METAR indicavano vento di 8 nodi di direzione variabile e temporali nei dintorni dell'aeroporto. L'aereo salì a 9 000 piedi (2 700 m) di quota prima che i contatti radar venissero persi, circa quattro-cinque minuti dopo il decollo.[47]
- 17 febbraio 2014: il volo Ethiopian Airlines 702, operato da un Boeing 767-300ER, è stato dirottato dal copilota Hailemedhin Abera Tegegn, sulla rotta da Addis Abeba a Roma, ed è atterrato a Ginevra. Tutti i 202 passeggeri e membri dell'equipaggio sono rimasti illesi. Hailemedhin venne arrestato dalle autorità svizzere e condannato in contumacia da un tribunale etiope.[48]
- 10 marzo 2019: il volo Ethiopian Airlines 302, un volo passeggeri da Addis Abeba, in Etiopia, a Nairobi, in Kenya, precipitò poco dopo il decollo a causa di un errore del software di bordo provocando la morte di tutti i 157 tra passeggeri e membri dell'equipaggio a bordo. Si tratta del secondo incidente fatale in meno di 6 mesi a coinvolgere un Boeing 737 MAX, dopo quello del volo Lion Air 610 precipitato poco dopo il decollo da Giacarta, in Indonesia, nell'ottobre 2018. Il disastro ha portato all'interdizione al volo del Boeing 737 MAX durata circa due anni.[49]
- 22 luglio 2020: un Boeing 777F della Ethiopian Airlines ha subito gravi danni dopo lo scoppio di un incendio nella stiva mentre era parcheggiato presso il piazzale merci 3 dell'aeroporto Internazionale di Shanghai Pudong in Cina. L'aereo era atterrato all'aeroporto di Pudong verso le 11:50 ora locale, operando il volo ET3738 da Bruxelles. Al momento dell'incendio veniva caricato per un volo per Addis Abeba, San Paolo e Santiago. Il Boeing è rimasto danneggiato irreparabilmente.[50]